# مراجعة (كتابة)

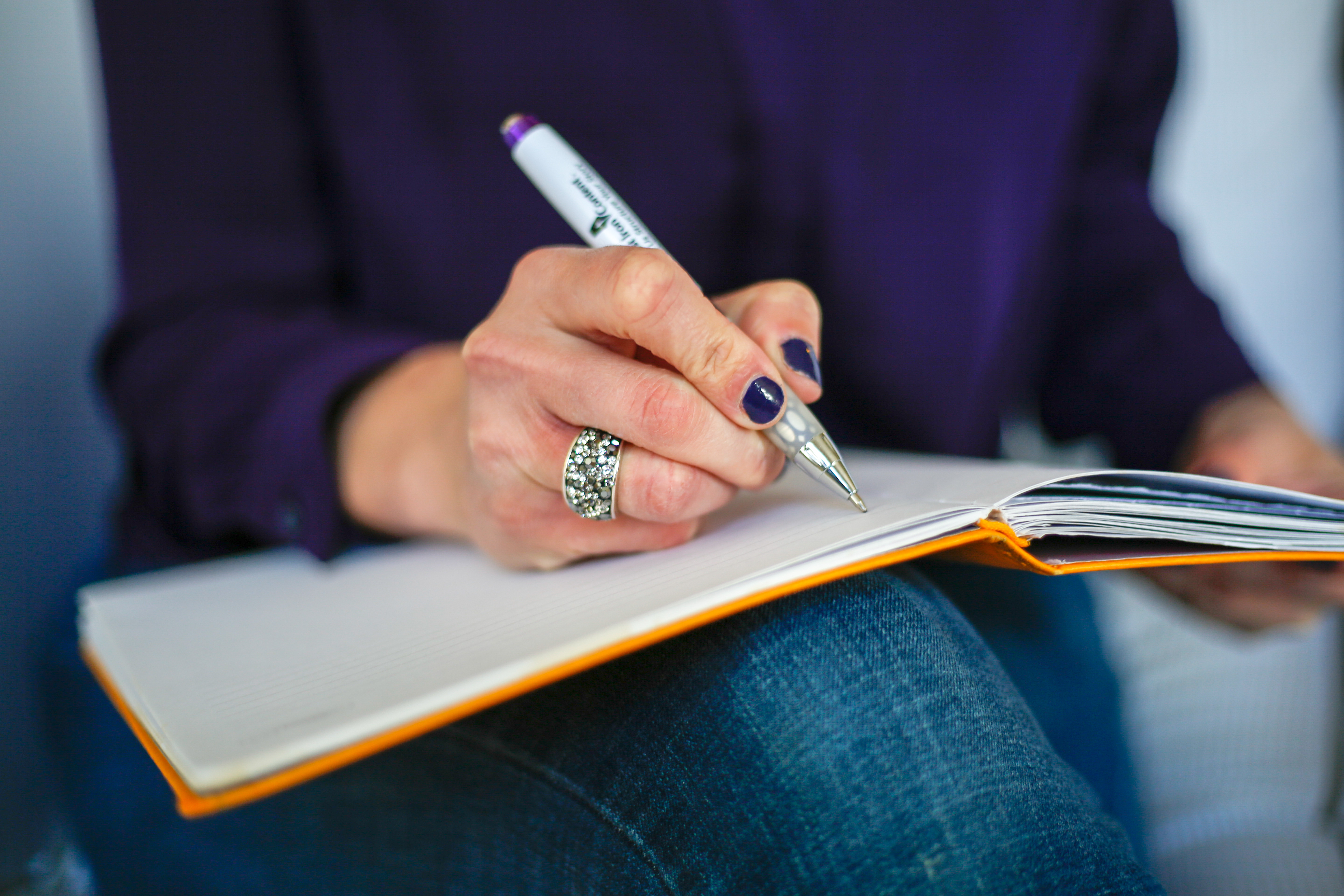
تُعد عملية المراجعة من الأنشطة الأساسية التي يقوم بها الكتّاب خلال عملية الكتابة، وهي أكبر بكثير من عملية تحرير الأسطر أو التدقيق اللغوي

المراجعة (بالإنجليزية: Revision)‏ هي عملية في الكتابة تتضمن إعادة صياغة النصوص، وإعادة ترتيب الفقرات والجمل والكلمات بما يتناسب مع الهدف والجمهور المستهدفين. ويمكن للكُتاب مراجعة كتاباتهم بعد الانتهاء من كتابة المسودة أو أثناء عملية التأليف. وتشمل المراجعة العديد من الاستراتيجيات المعروفة عمومًا بالتحرير، ولكن يمكن أيضًا أن تحدث تحولات مفاهيمية أكبر في الهدف والجمهور والمحتوى. وتأتي المراجعة ضمن عملية الكتابة بمجرد إنشاء مسودة، حيث يمكن للكاتب إعادة النظر في النص وتحسينه بشكل متكرر على مستويات مختلفة. وباستخدام استراتيجيات المراجعة الصحيحة، يمكن للكاتب تحسين جودة النص وزيادة قوة وجاذبية المحتوى.
يمكن أن تشمل عملية المراجعة في مقال أو أي نص آخر عدة خطوات مهمة مثل تحديد الأطروحة الرئيسية، وإعادة النظر في التنظيم والهيكل، وكشف النقاط الضعيفة، وتوضيح الأدلة والرسوم التوضيحية، وتوضيح المحتويات غير الواضحة.
ويكمن الفرق بين المراجعات السطحية والمراجعات الشاملة في كمية الوقت التي يخصصها الكاتب. فالمراجعة تستغرق وقتًا طويلًا، ويخضع الكُتاب لعدة جولات من المراجعة قبل الوصول إلى المسودة النهائية. وعند تطبيق استراتيجيات المراجعة الصحيحة والمناسبة، يمكن للكاتب تحسين جودة النص وصياغته بشكل يتناسب مع الهدف والجمهور المستهدف.
تُعدّ عملية المراجعة من الأنشطة الأساسية التي يقوم بها الكتّاب خلال عملية الكتابة، وهي أكبر بكثير من عملية تحرير الأسطر أو التدقيق اللغوي، فالكُتاب غالبًا ما يقومون بعمليات إعادة تنظيم وتحريرات كبيرة على المستوى الكلمات والإيضاحات في نفس الوقت.
وتوجد عدة نظريات تشرح أهمية المراجعة في الكتابة، منها نظرية النموذج ثلاثي المكوّنات التي طرحها ليندا فلاور وجون آر هايز ونموذج جيمس بريتون وزملاؤه، الذي يصف عملية الكتابة بوصفها سلسلة من المراحل موصوفة في استعارات النمو الخطي، والتي تتضمن مرحلة التفكير، والاحتضان، والإنتاج. وتُعد المراجعة التي يقوم بها الكاتب أو طرف ثالث جزءًا من هذه العملية، والتي غالبًا ما تقدم تعليقات توضيحية تصحيحية لتحسين النص المكتوب.

## المراجعة بوصفها عملية تعاونية

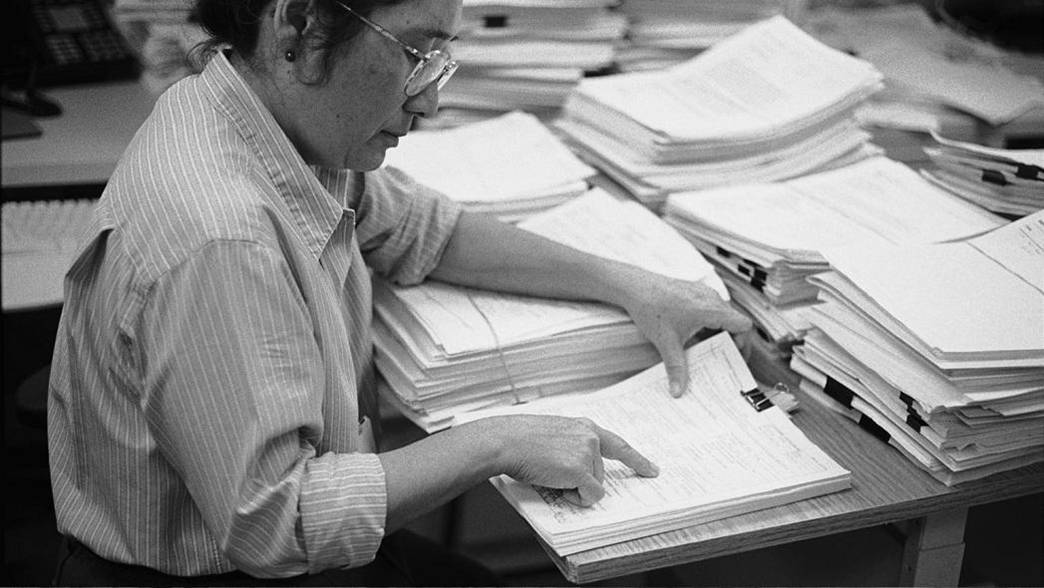
تسمح مراجعة الأقران للكُتاب بالتعلم من بعضهم بعضاً، وتقييم القضايا التي قد تكون غائبة